# Кубок Німеччини з футболу 1952—1953
Кубок Німеччини з футболу 1952—1953 — 10-й розіграш кубкового футбольного турніру в Німеччині. Перший кубковий турнір на території Федеративної Республіки Німеччина після закінчення Другої світової війни. Переможцем кубка Німеччини вперше став Рот-Вайс (Ессен).

## Перший раунд
| Команда 1                         | Рахунок | Команда 2                         |
| --------------------------------- | ------- | --------------------------------- |
| 16 серпня 1952                    |         |                                   |
| Штутгарт                          | 0:3     | Кікерс (Оффенбах)                 |
| Гамборн-07 (Дуйсбург)             | 4:1 дч  | Готтінген-07                      |
| Рот-Вайс (Ессен)                  | 5:0     | Ян-1889 (Регенсбург)              |
| Айнтрахт (Оснабрюк)               | 1:2     | Пройсен Дельбрюк (Кельн)          |
| Гамбург                           | 6:1     | Вікторія (Гамбург)                |
| 17 серпня 1952                    |         |                                   |
| Вальдгоф                          | 2:1     | Айнтрахт (Брауншвейг)             |
| Саарбрюкен                        | 1:2     | Санкт-Паулі                       |
| Боруссія (Нойнкірхен)             | 2:1     | Шальке 04                         |
| Фюрт                              | 6:1     | ФФР Кайзерслаутерн                |
| Вакер-04 (Західний Берлін)        | 2:6     | Нюрнберг                          |
| Конкордія (Гамбург)               | 4:3     | Боруссія (Дортмунд)               |
| Бляу-Вайс 1890 (Західний Берлін)  | 0:1     | Айнтрахт (Трір)                   |
| Мюльбург (Карлсруе)               | 5:3 дч  | Пройсен Мюнстер                   |
| Алеманія (Аахен)                  | 5:2     | Ессен-Вест                        |
| Ройтлінген                        | 4:5 дч  | Ворматія (Вормс)                  |
| Оснабрюк                          | 2:2 дч  | Фенікс-03 (Людвігсгафен-на-Рейні) |
| 15 жовтня 1952 (перегравання)     |         |                                   |
| Фенікс-03 (Людвігсгафен-на-Рейні) | 0:2     | Оснабрюк                          |

## 1/8 фіналу
| Команда 1                       | Рахунок | Команда 2             |
| ------------------------------- | ------- | --------------------- |
| 5 жовтня 1952                   |         |                       |
| Вальдгоф                        | 5:2     | Фюрт                  |
| Конкордія (Гамбург)             | 4:3     | Мюльбург (Карлсруе)   |
| Пройсен Дельбрюк (Кельн)        | 2:3 дч  | Кікерс (Оффенбах)     |
| Ворматія (Вормс)                | 4:1     | Айнтрахт (Трір)       |
| Нюрнберг                        | 3:3 дч  | Алеманія (Аахен)      |
| 9 листопада 1952                |         |                       |
| Гамборн-07 (Дуйсбург)           | 1:1 дч  | Санкт-Паулі           |
| 9 листопада 1952 (перегравання) |         |                       |
| Алеманія (Аахен)                | 2:0     | Нюрнберг              |
| 19 листопада 1952               |         |                       |
| Гамбург                         | 2:0     | Боруссія (Нойнкірхен) |
| Рот-Вайс (Ессен)                | 2:0     | Оснабрюк              |
| 26 грудня 1952 (перегравання)   |         |                       |
| Санкт-Паулі                     | 3:4     | Гамборн-07 (Дуйсбург) |

## Чвертьфінали
| Команда 1         | Рахунок | Команда 2             |
| ----------------- | ------- | --------------------- |
| 1 лютого 1953     |         |                       |
| Рот-Вайс (Ессен)  | 6:1     | Гамбург               |
| Кікерс (Оффенбах) | 1:2     | Ворматія (Вормс)      |
| Вальдгоф          | 2:1     | Конкордія (Гамбург)   |
| 1 березня 1953    |         |                       |
| Алеманія (Аахен)  | 3:1     | Гамборн-07 (Дуйсбург) |

## Півфінали
| Команда 1        | Рахунок | Команда 2        |
| ---------------- | ------- | ---------------- |
| 8 березня 1953   |         |                  |
| Рот-Вайс (Ессен) | 3:2     | Вальдгоф         |
| Алеманія (Аахен) | 3:1     | Ворматія (Вормс) |

## Фінал
| 1 травня 1953 |

| Рот-Вайс (Ессен)    | 2:1      | Алеманія (Аахен) |
| ------------------- | -------- | ---------------- |
| Ішлакер 32' Ран 52' | Протокол | Дерваль 56'      |

| Рейнштадіон, Дюссельдорф Глядачів: 40 000 Арбітр: Алоїш Райнгардт |